# Brian Connor (cầu thủ bóng đá)
Brian Connor (sinh ngày 23 tháng 4 năm 1969) là một cầu thủ bóng đá từng thi đấu cho Slough Town tại Southern Football League Division One South & West. Ông thi đấu cho đội tuyển quốc gia cho Anguilla.

## Sự nghiệp câu lạc bộ
Connor thi đấu hơn 300 trận cho Maidenhead United, sau đó cho Hampton & Richmond Borough trước khi gia nhập Slough Town năm 2007.

## Sự nghiệp quốc tế
Connor có màn ra mắt cho Anguilla trong trận đấu ở vòng loại World Cup tháng 2 năm 2008 trước El Salvador, lúc 38 tuổi. Ông cũng thi đấu trong trận lượt về, chỉ có 2 lần ra sân tính đến tháng 12 năm 2008.